# Буровая, Анна Дмитриевна
Анна Дмитриевна Буровая (род. 2 декабря 1997) — российская баскетболистка, разыгрывающий защитник курского «Динамо» и сборной России.

## Биография
Анна Буровая родилась 2 декабря 1997 года.
Начала заниматься баскетболом в московской СШОР имени А. Я. Гомельского. Также обучалась в ростовской ДЮСШ № 7, однако ещё в детстве перебралась в Курск, где прошла путь от команды детско-юношеской баскетбольной лиги до профессионального клуба.
Играет на позиции разыгрывающего защитника. Дебютировала в составе курского «Динамо» в чемпионате России в сезоне-2015/16, сыграв 4 матча. В следующем сезоне выходила на площадку только дважды.
В 2017—2019 годах выступала за курскую «Инвенту» в премьер-лиге. Закрепившись в основном составе, провела за два сезона 59 матчей.
С 2019 года снова выступает за курское «Динамо». В его составе стала чемпионкой России (2022), трижды выигрывала серебряные (2020—2021, 2023) и один раз бронзовые (2024) медали. Дважды была победительницей Кубка России (2020, 2022).
В период выступлений за «Инвенту» играла в студенческой сборной России.
4 февраля 2021 года дебютировала в женской сборной России, которая в Оренбурге в отборочном матче чемпионата Европы победила сборную Эстонии (79:35). Буровая сыграла 20 минут, набрала 5 очков, сделала 4 подбора, 4 передачи и 5 перехватов.
Мастер спорта России (2015).